# Tanytarsus clivosus
Tanytarsus clivosus är en tvåvingeart som beskrevs av Reiss 1972. Tanytarsus clivosus ingår i släktet Tanytarsus och familjen fjädermyggor. Inga underarter finns listade i Catalogue of Life.